# Montevago
Montevago ist eine Stadt im Freien Gemeindekonsortium Agrigent in der Region Sizilien in Italien.

## Lage und Daten
Montevago liegt 106 Kilometer nordwestlich von Agrigent. Hier wohnen 2654 Einwohner (Stand 31. Dezember 2023), die hauptsächlich in der Landwirtschaft und in der Schafzucht arbeiten.
Die Nachbargemeinden sind Castelvetrano (TP), Menfi, Partanna (TP), Salaparuta (TP) und Santa Margherita di Belice.

## Geschichte
Montevago wurde im Jahre 1636 von Rutilio Xirotta gegründet. 1749 wurde der Kardinal Pietro Gravina († 1830 in Palermo) in Montevago geboren. Beim Erdbeben im Jahre 1968 wurde der Ort zerstört. Montevago wurde danach im Stil der Zeit wieder neu aufgebaut.

## Sehenswürdigkeiten
- Acque Calde mit natürlichen Thermen und Kureinrichtungen
- Moderner Aufbau der Stadt, es fehlt eine Hauptstraße, öffentliche Gebäude und Geschäfte sind im Ort verteilt